# Kopervik

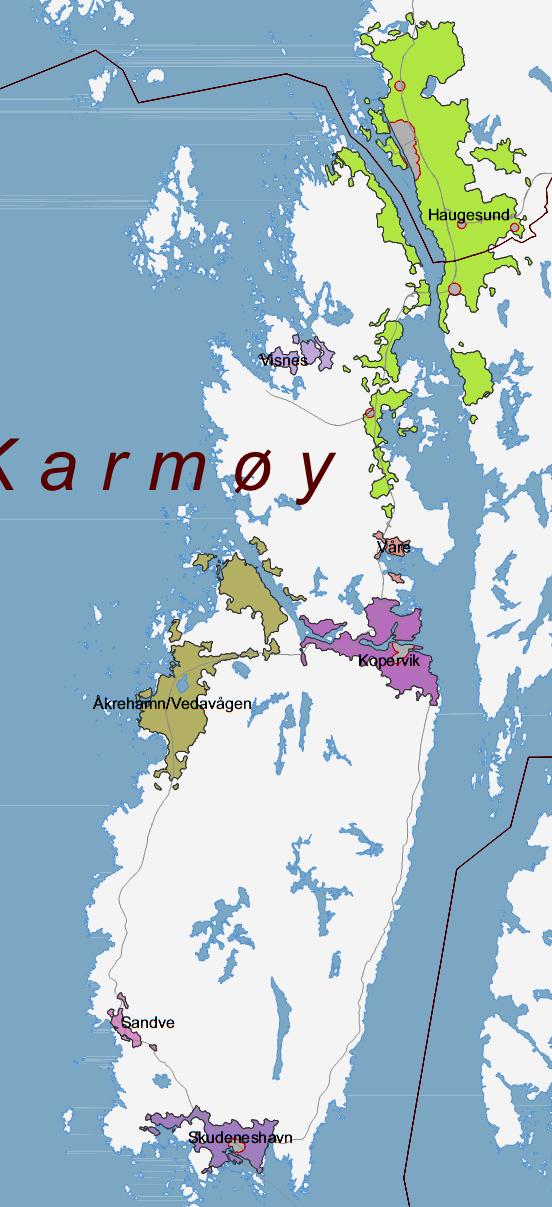
Tätorter på Karmøy. Kopervik i lila färg.

Kopervik är en tätort och stad som utgör centralort i Karmøy kommun i Rogaland fylke i sydvästra Norge.

## Historia
Under medeltiden var Kopervik en relativt liten stad, men med en bra hamn. Här fanns även en borg byggd av trä, torv och sten, byggd på order av kung Sverre Sigurdsson. På grund av detta heter Koperviks äldsta stadsdel idag Treborg (tre = norska för trä). Under 1500- och 1600-talen växte staden i takt med att det startades flera gästgiverier och värdshus. Snart stod även stadens första kyrka färdig. När Norges kommuner inrättades 1837 kom Kopervik att tillföras formannskapsdidtriket (kommunen) Avaldsnes, men blev egen kommun med 737 invånare 1866.  Den 1 januari 1965 slogs Koperviks kommun samman med sex andra för att bilda Karmøy kommun. Vid sammanslagningen hade Kopervik 1 737 invånare.
Kopervik är den största staden i nord-Rogaland, Sunnhordland, Hardanger och inre Haugalandet. Stapelstaden hade borgarrättigheter, vilket innebar rättigheten att bedriva handel, något som få andra städer i regionen hade tillåtelse till. Det dröjde till slutet av 1800-talet innan Kopervik, (mot allas förväntningar) i ett politiskt beslut blev huvudorten i regionen, vilket gjorde att det började läggas mer fokus på utveckling av staden. 
Kopervik hade Karmøys lotsstation, en av Norges största. Här kunde fartygen lotsas in till en trygg och bra hamn, eller vidare längs skärgårdsöarna på Vestlandskusten. 

## Sevärdheter
- Koperviks kyrka
- Treborg

## Dagens Kopervik
Idag är Kopervik en småstad präglat av det hårda kustvädret. Staden har typiskt nordiskt småstadsutseende, med stadspark och gågata. Centrumet, som förut låg i den gamla stadsdelen Treborg, har idag flyttats mer åt sydväst. 
Kopervik är administrationscentrum för Karmøys 39 000 invånare. Här finns också rådhus, biograf, skattekontor, Aetat, bibliotek och en rad andra offentliga fastigheter, tillsammans med butiker och andra privatägda fastigheter. Till grannstaden Åkrehamn/Veavågen tar en biltur cirka 10 minuter, till Skudeneshavn cirka 15 och till Haugesund 15-20. Med snabbfärjan tar en tur mellan Kopervik och Stavanger cirka 50 minuter. Staden ligger nästan i mitten på ön, vilket gör att det är kort väg till kommunens samtliga sevärdheter, som till exempel vikingagården i Avaldsnes och åkrastranden i Åkra. 
Den senaste tiden har Kopervik genomgått en rad förändringar; det byggs ständigt nya lägenhetskomplex och nya butiker öppnas. Förutom centrum omfattar Kopervik även delarna Kalvatre/Stangeland/Stokkastrand, Østrem/Bygnes, Skår/Sund och Eide/Brekke.

## Ekonomi och näringsliv
Kopervik har ett stort urval av butiker, både på gatorna i centrum, i mindre handelscentrum och på köpcentrum utanför staden. Detaljhandelns tyngdpunkt ligger på stadens huvudgata, Hovedgaten, där vissa delar även är gågator. Utanför centrum ligger Bygnes industriområde som har de lite större affärerna, till exempel möbelaffärer, däckförsäljare och hantverksbolag. Här ligger även Gasscos huvudkontor. Cirka 5 minuters bilväg från Koperviks centrum ligger Hydro Aluminium Karmøy, som är en av de riktigt stora arbetsgivarna i området.

## Kultur och rekreation
Herrfotbollslaget till Kopervik Idrettslag spelar i Norges tredje division. Lagets matcher spelas på Åsebøen Stadion på Stangeland, en av distriktets mest påkostade stadionanläggningar med cirka 1 500 sittplatser. Lagets största profil är Bala Garba.
Kopervik har fina motionsmöjligheter, i form av  lynghei och det belysta joggingspåret Liarlund, som ligger i Stangelandsmarka strax söder om centrum.
I Kopervik finns även kommunens enda biograf, Karmøy kommunale kino.

## Kända personer från Kopervik
- Tormod Torfæus, isländsk-norsk historiker (1636-1719)
- Øyvind Vaksdal, stortingspolitiker (FrP)